# Lettre à M. Dacier

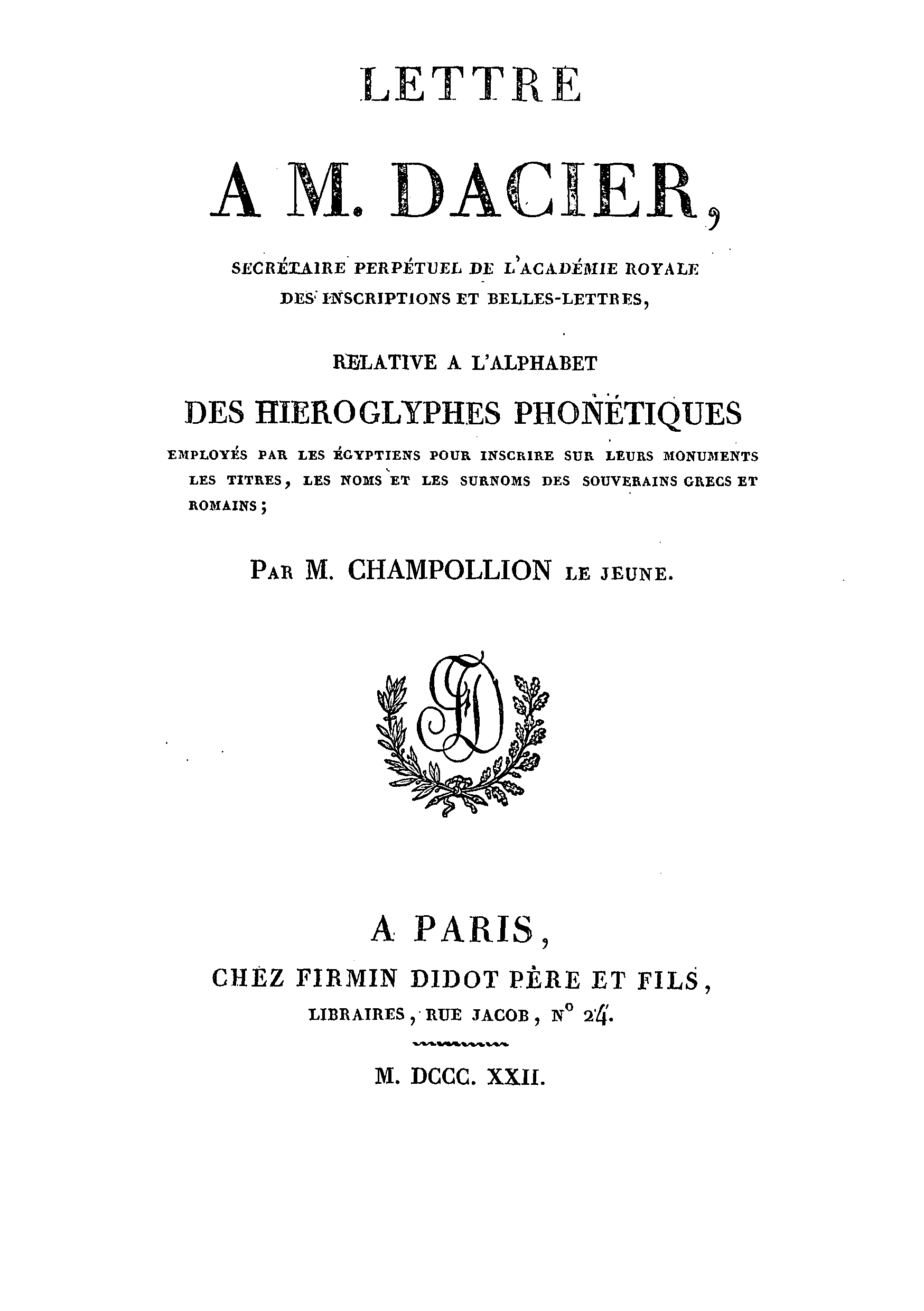
Capa da primeira edição da Lettre à M. Dacier, de Jean-François Champollion.

A Carta ao Sr. Dacier a respeito do alfabeto dos hieróglifos fonéticos (em francês: Lettre à M. Dacier relative à l'alphabet des hiéroglyphes phonétiques), mais comumente referida como Lettre à M. Dacier, é uma comunicação científica na forma de uma carta, enviada em 1822 pelo egiptólogo Jean-François Champollion a Bon-Joseph Dacier, secretário da Académie des Inscriptions et Belles-Lettres. É o texto fundamental no qual os hieróglifos egípcios foram sistematicamente decifrados por Champollion, com base nos textos da Pedra de Roseta e nos trabalhos iniciais de Thomas Young. 

## História
Em 14 de setembro de 1822, enquanto visitava seu irmão Jacques-Joseph, um grande defensor de suas idéias, Jean-François Champollion fez uma descoberta crucial na compreensão da natureza fonética dos hieróglifos, proclamando "je tiens l'affaire! " ("eu entendi!"). Ele teria desmaiado devido à comoção causada pela descoberta.
Em 27 de setembro de 1822 ele apresentou um rascunho de oito páginas  na Académie des Inscriptions et Belles-Lettres, e no mesmo dia enviou uma carta a Bon-Joseph Dacier explicando suas descobertas. A carta foi publicada no final de outubro de 1822 pelo editor Firmin Didot, em um livreto de 44 páginas com quatro placas ilustradas.

## Exposição no Louvre
No 150º aniversário do Lettre, em outubro de 1972, a Pedra de Roseta foi exibida ao seu lado no Museu do Louvre, em Paris.

## Texto
"É um sistema complexo, escrita figurativa, simbólica e fonética ao mesmo tempo, no mesmo texto, na mesma frase, eu diria quase na mesma palavra". (Jean-François Champollion, Lettre à M. Dacier em relação ao alfabeto dos hióglifos fonéticos (Paris, 1822) - no Wikisource, em francês)